# Линдблад, Адольф
Маттс Адольф Линдблад (швед. Matts Adolf Lindblad; 1821—1899) — шведский ботаник и миколог, ученик Элиаса Магнуса Фриса.

## Биография
Адольф Линдблад родился 1 мая 1821 года в городе Нючёпинг в Швеции. Учился в Уппсальском университете, в 1854 году защитил диссертацию доктора философии под руководством профессора Элиаса Мангуса Фриса. Диссертация была посвящена шиповатым грибам (в частности, ежовиковым), известным с территории Швеции.
С 1855 по 1873 Линдблад работал доцентом ботаники Уппсальского университета. С 1858 по 1863 он занимал должность хранителя Уппсальского ботанического музея.
Маттс Адольф Линдблад скончался в Стокгольме 30 июня 1899 года.
Наиболее известная публикация Линдблада была издана уже после его смерти. «Книга о грибах» (Svampbok) была отредактирована Ларсом Ромеллем и издана в 1901 году.

## Некоторые научные работы
- Lindblad, M.A. Synopsis fungorum hydnaceorum in Suecia nascentium. — Upsaliae, 1853. — 18 p.
- Lindblad, M.A. Monographia Lactariorum Sueciae. — Upsaliae, 1855. — 31 p.
- Lindblad, M.A.; Sandeberg. H. Svampbok / bearbetad af L. Romell. — Stockholm, 1901. — 166 p.

## Роды, названные в честь А. Линдблада
- Lindbladia Fr., 1849